# Antoine Valois-Fortier
Antoine Valois-Fortier, né le 19 mars 1990 à Vanier (Québec, Canada), est un judoka canadien.
Représentant le Canada aux Jeux olympiques d'été de 2012 à Londres dans la catégorie des moins de 81 kg (poids mi-moyens), il remporte une médaille de bronze. Il participe également aux Jeux olympiques d'été de 2016 à Rio où il termine à la septième place.
Antoine Valois-Fortier a annoncé sa retraite de la compétition en 2021 après 12 ans dans l'équipe canadienne de Judo.
Antoine Valois-Fortier est le nouveau directeur de la haute performance de la fédération nationale en 2025. 

## Palmarès
| Année | Compétition                | Lieu         | Résultat | Catégorie      |
| ----- | -------------------------- | ------------ | -------- | -------------- |
| 2011  | Jeux panaméricains         | Guadalajara  | 3e       | Moins de 81 kg |
| 2011  | Championnats panaméricains | Guadalajara  | 3e       | Moins de 81 kg |
| 2012  | Jeux olympiques            | Londres      | 3e       | Moins de 81 kg |
| 2012  | Championnats panaméricains | Montréal     | 2e       | Moins de 81 kg |
| 2013  | Championnats panaméricains | San José     | 2e       | Moins de 81 kg |
| 2013  | Jeux de la Francophonie    | Nice         | 2e       | Moins de 81 kg |
| 2014  | Championnats du monde      | Tcheliabinsk | 2e       | Moins de 81 kg |
| 2014  | Championnats panaméricains | Guayaquil    | 2e       | Moins de 81 kg |
| 2015  | Championnats du monde      | Astana       | 3e       | Moins de 81 kg |
| 2015  | Championnats panaméricains | Edmonton     | 3e       | Moins de 81 kg |
| 2016  | Championnats panaméricains | La Havane    | 1er      | Moins de 81 kg |
| 2018  | Championnats panaméricains | San José     | 1er      | Moins de 81 kg |
| 2019  | Championnats panaméricains | Lima         | 1er      | Moins de 81 kg |
| 2019  | Championnats du monde      | Tokyo        | 3e       | Moins de 81 kg |